# Química neumática
Química neumática es un término identificado con un área de la investigación científica de los siglos XVII, XVIII, XIX y principios del siglo XX. Importantes objetivos de este trabajo fueron una comprensión de las propiedades físicas de los gases y cómo se relacionan con las reacciones químicas y, en última instancia, la composición de la materia .Varios gases se aislaron e identificaron por primera vez durante este período en la historia de la química.

## Historia

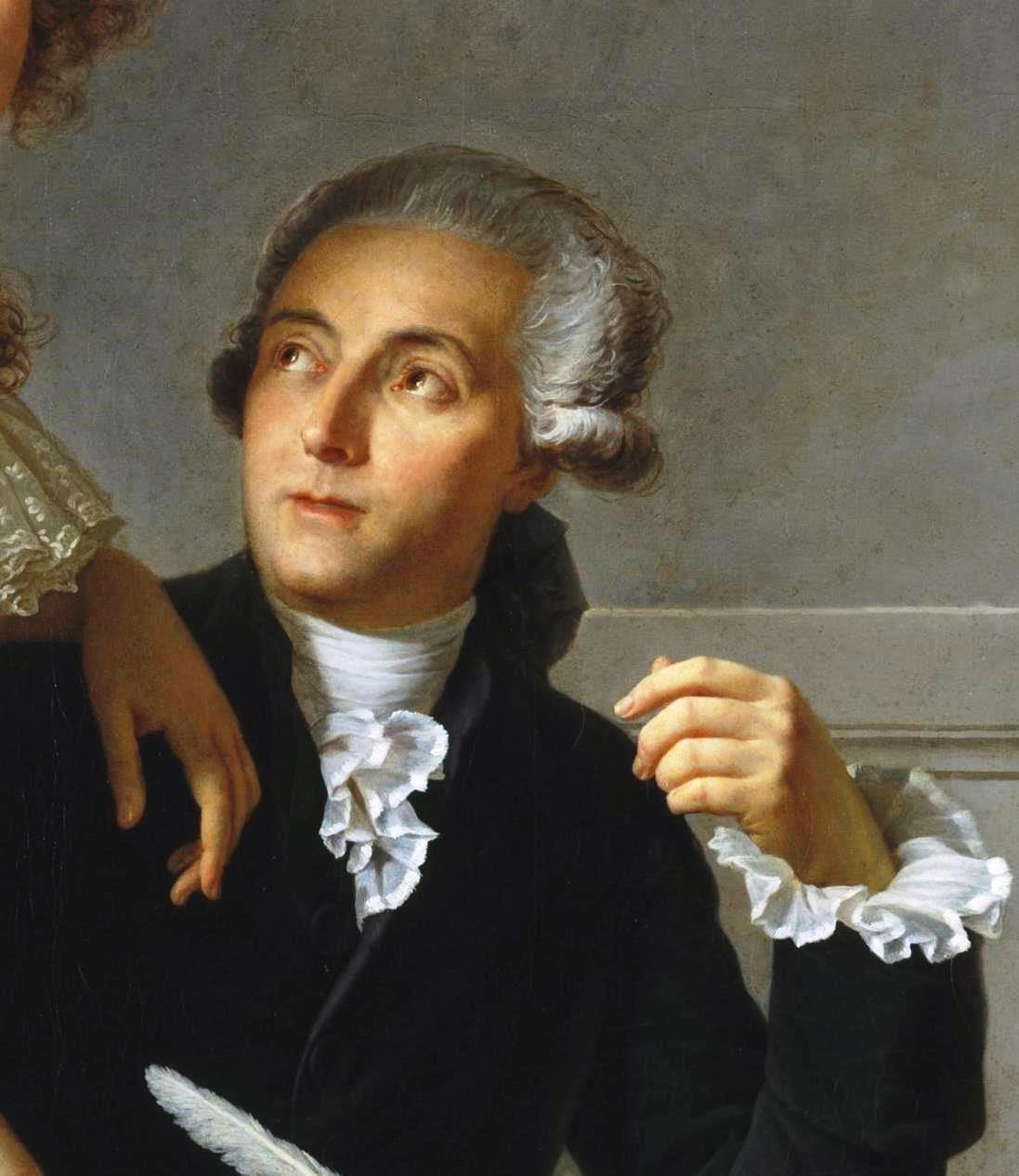
Antoine-Laurent de Lavoisier (1788)

En el siglo XVIII, como el campo de la química fue evolucionando desde la alquimia , un campo de la filosofía natural fue creado alrededor de la idea de aire como reactivo . Antes de esto, el aire se considera principalmente una sustancia estática que no reaccionaba y simplemente no existía. Sin embargo, como Antoine Lavoisier y varios otros químicos neumáticas insistirían, el aire era en efecto dinámico, y no sólo sería influenciado por el material en combustión, sino influiría también en las propiedades de diferentes sustancias.

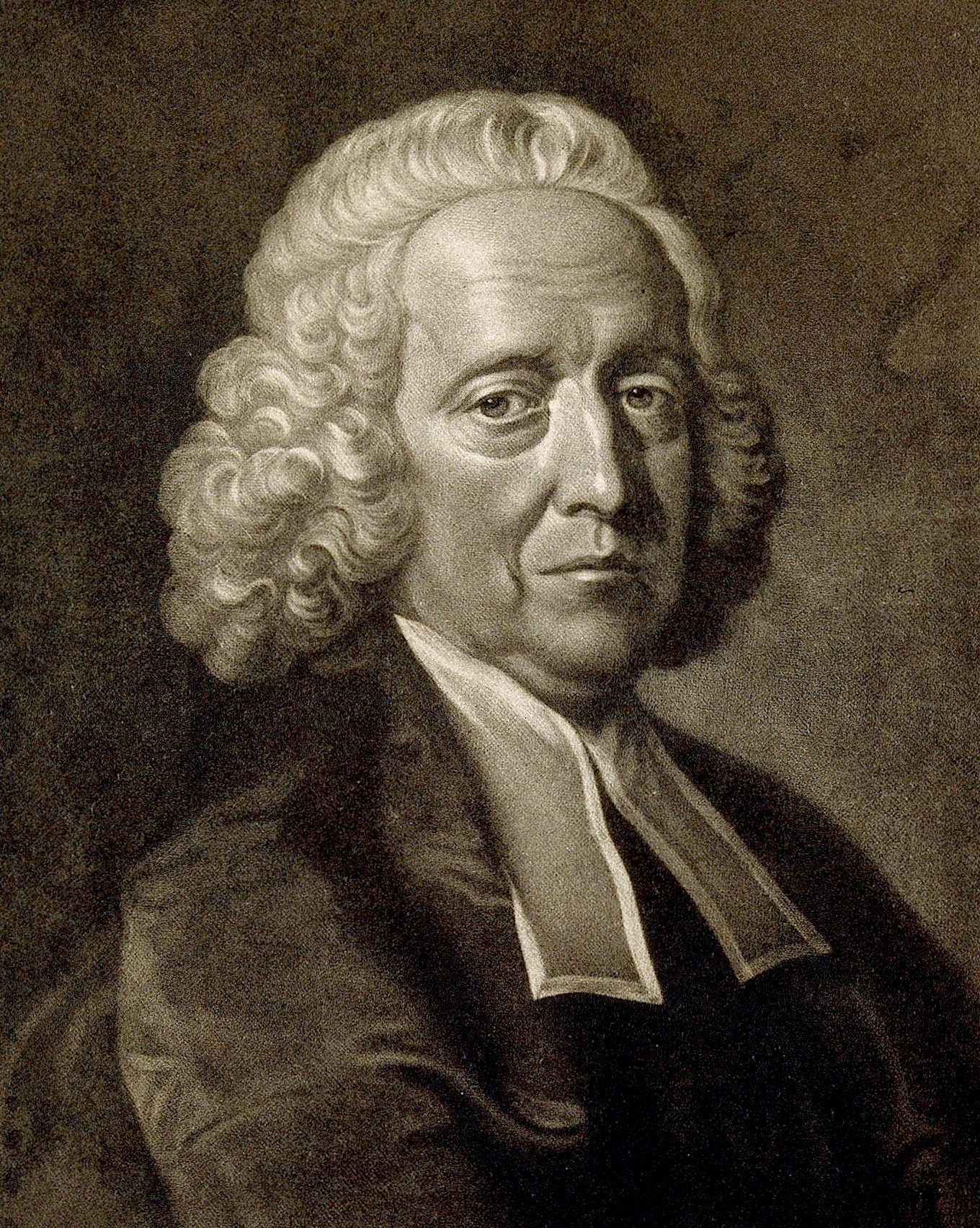
Stephen Hales (1677–1761)

La preocupación inicial de la química neumática era reacciones de combustión, comenzando con Stephen Hales . Estas reacciones emiten diferentes "aires", como los químicos lo llamarían, y estos diferentes aires contenida sustancias más simples. Hasta Lavoisier, estos aires eran consideradas entidades separadas con diferentes propiedades; Lavoisier fue responsable en gran medida para cambiar la idea de aire como sus contemporáneos y los químicos anteriores habían descubierto.
Este estudio de los gases fue provocada por Hales con la invención de la pneumatic trough, un instrumento capaz de recoger el gas que se desprende de las reacciones con resultados reproducibles. El término gas fue acuñado por JB van Helmont , a principios del siglo XVII. Este término se deriva de la palabra griega caos  como consecuencia de su incapacidad para recoger adecuadamente las sustancias emitidas por las reacciones, ya que fue el primer filósofo natural en hacer el intento de estudiar detenidamente el tercer tipo de materia. Sin embargo, no fue hasta Lavoisier realizó su investigación en el siglo XVIII que la palabra fue utilizada universalmente por los científicos como un sustituto de aires .

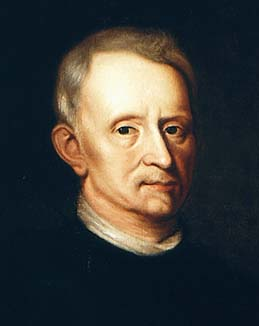
Retrato de Van Helmont

Van Helmont (1579 - 1644) a veces se considera el fundador de la química neumática, ya que fue el primero filósofo natural en interesarse en el aire como un reactivo, acuñando el término "gas" y la realización de experimentos con gases. Alessandro Volta comenzó a investigar la química neumática en 1776 y argumentó que había diferentes tipos de aire inflamables basado en experimentos sobre Metano. De los Químicos neumáticos que se atribuyen el descubrimiento de los elementos químicos incluyen Joseph Priestley , Henry Cavendish , Joseph Black , Daniel Rutherford , y Carl Scheele . Otras personas que investigaron los gases durante este período incluyen a Robert Boyle , Stephen Hales , William Brownrigg , Antoine Lavoisier , Joseph Louis Gay-Lussac , y John Dalton .

## James Watt
En 1783, James Watt mostró que el agua se compone de aires inflamables (hidrógeno) y deflogistizado (oxigeno), y que las masas de los gases antes de la combustión eran exactamente igual a la masa de agua después de la combustión. Hasta este punto, el agua fue visto como un elemento fundamental en lugar de un compuesto. James Watt también trató de explorar el uso de diferentes aires en los tratamientos médicos como "terapia de neumático", colaborando con el Dr. Thomas Beddoes para tratar a su hija Jessie usando aire fijo.

## Joseph Black

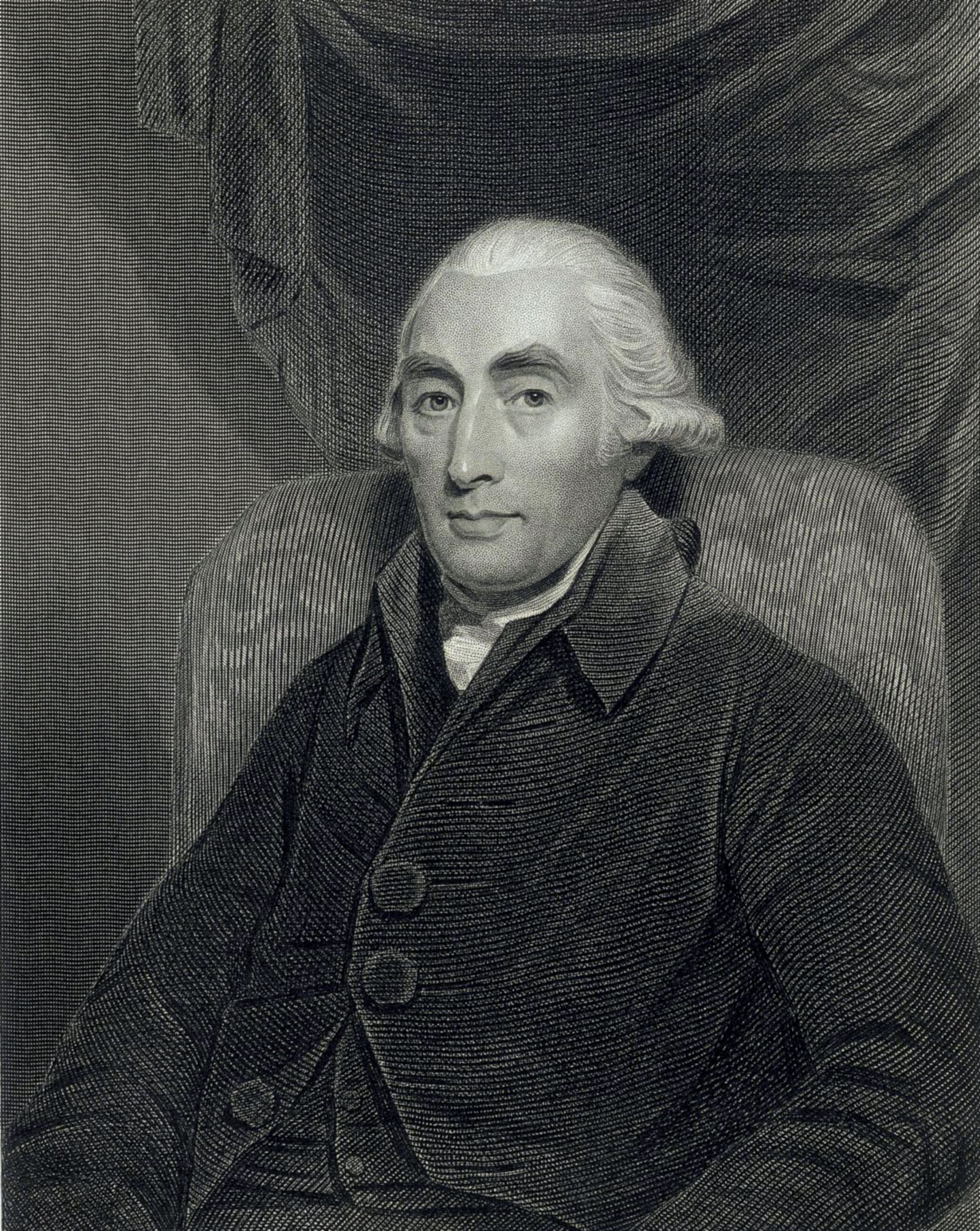
Joseph Black en un grabado de 1800

Era un químico que tuvo interés en el campo de la neumática después de estudiar con William Cullen . Fue el primer interesado en el tema de la magnesia alba, o carbonato de magnesio , y la piedra caliza o carbonato de calcio , y escribió una tesis llamada Dissertatio Medica Inauguralis, de Humore Ácido a Cibis Orto en las propiedades de ambos. Sus experimentos sobre carbonato de magnesio lo llevó a descubrir que el aire fijo, o dióxido de carbono , estaba siendo desprendido durante las reacciones con diversos productos químicos, incluyendo la respiración. A pesar eso el nunca uso la pneumatic trough u otro instrumento inventado para recopilar y analizar los aires, sus conclusiones condujeron a una mayor investigación en el aire fijo en lugar de aire común, la realidad a través de la que se utiliza.
Después de pasar a Glasgow para enseñar, Black volvió sus intereses con el tema del calor. A través de sus experimentos con hielo y agua, hizo varios descubrimientos sobre el calor latente de fusión y el calor latente de congelación del agua, así como el trabajo extensamente con calores específicos de una serie de líquidos.

## Joseph Priestley
Joseph Priestley , fue uno de los primeros en describir al aire como un compuesto de diferentes estados de la materia, y no como un elemento. Priestley elaborada en las nociones de aire fijo (CO 2 ), aire mefítica y aire inflamable para incluir aire inflamable nitroso, aire ácido vitriolo, aire alcalino y aire desflogisticado. Priestley también describe el proceso de la respiración en términos de teoría del flogisto . Priestley también estableció un procedimiento para el tratamiento del escorbuto de dolencias y otros usando aire fijo en sus Direcciones para la impregnación de agua con aire fijo. El trabajo de Priestley en la química neumática tuvo una influencia sobre sus puntos de vista naturales mundiales. Su creencia en una economía aérea provenía de su creencia en el aire deflogistizado siendo el tipo más puro de aire y que el flogisto y la combustión estaban en el corazón de la naturaleza. Joseph Priestley investigaba principalmente con la cuba neumática, pero él era responsable de recoger varios nuevos solubles en agua aires. Esto se logró principalmente por la sustitución del mercurio para el agua, y la implementación de un estante debajo de la cabeza para aumentar la estabilidad, la capitalización de la idea Cavendish y la popularización de la pneumatic trough con mercurio.

## Herman Boerhaave
Aunque no acreditado para la investigación directa en el campo de la química neumática, Boerhaave (profesor, investigador y académico) hizo publicar el Elementa Chemiae en 1727. Este tratado incluyó el apoyo para el trabajo de Hales y también elaboró la idea de aires. A pesar de no publicar su propia investigación, esta sección aires en el Elementa Chimie fue citada por muchos otros contemporáneos y contenía gran parte del conocimiento actual de las propiedades de aires. Boerhaave también se acredita con la adición al mundo de la termometría química a través de su trabajo con Daniel Fahrenheit, también se discutió en Elementa Chimiae.

## Henry Cavendish
Henry Cavendish , a pesar de no ser el primero para reemplazar el agua en la cubeta por mercurio , fue uno de los primeros en observar que el aire fijo era insoluble sobre mercurio y por lo tanto podría ser recogida más eficientemente que utilizando el instrumento adaptado. También caracteriza aire fijo (CO 2 ) y aire inflamable (H 2 ). Aire inflamable fue uno de los primeros gases aislados y descubiertos utilizando la cubeta neumática. Sin embargo, él no exploto su propia idea hasta su límite, y por lo tanto no utilizó la cuba neumática de mercurio en toda su extensión. Cavendish se acredita con el análisis de casi correctamente el contenido de gases en la atmósfera. Cavendish también mostró que aire inflamable y aire atmosférico se podrían combinar y al calentar producir agua en 1784.

## Stephen Hales
En el siglo XVIII, con el ascenso del análisis de combustión en química, Stephen Hales inventó la cubeta neumática con el fin de recoger los gases procedentes de las muestras de la materia que utiliza; mientras que, poco interesado en las propiedades de los gases que recolectó, quería explorar la cantidad de gas que se desprende de los materiales que se queman o se dejan fermentar. Hales tuvo éxito en la prevención de la pérdida de elasticidad del aire, es decir, evitando que se experimenta una pérdida de volumen, haciendo burbujear el gas a través del agua, y por lo tanto la disolución de los gases solubles.
Después de la invención de la cubeta neumática, Stephen Hales continuó su investigación en los diferentes aires, y lleva a cabo muchos análisis newtonianos de las diversas propiedades de ellas. Publicó su libro Staticks vegetales en 1727, que tuvo un profundo impacto en el campo de la química neumática, ya que muchos investigadores citaron esto en sus trabajos académicos. En Staticks vegetales , Hales no sólo presenta su cubeta, pero también los resultados que obtuvo de recogida el aire, tales como la elasticidad y la composición de aires junto con su capacidad de mezclar con otros.

## Instrumentación

### Cuba neumática

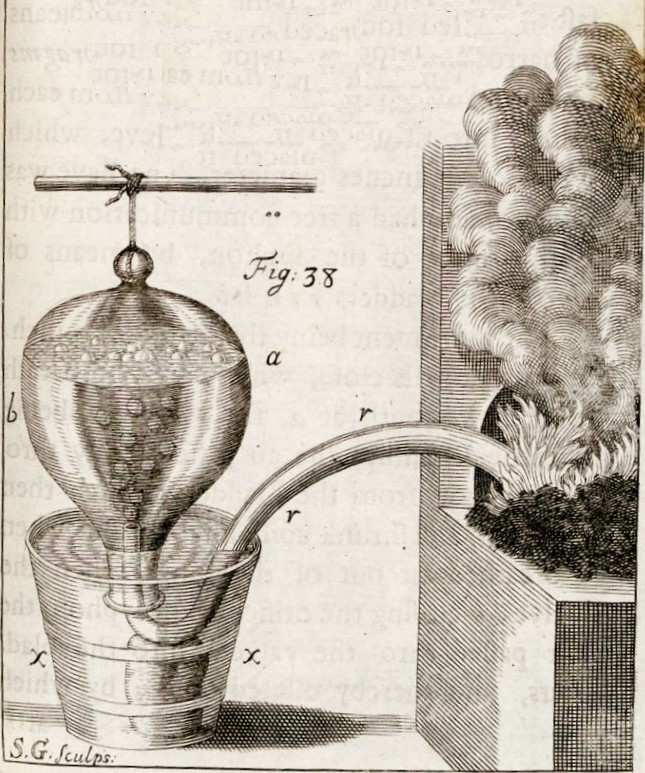
Cubeta neumática, inventado por Stephen Hales

Stephen Hales, creó la cubeta neumática en 1727. Este instrumento fue ampliamente utilizado por muchos químicos para explorar las propiedades de los diferentes aires, tales como lo que se llamó aire inflamable (lo que se llama de forma moderna de hidrógeno). Lavoisier utilizó este además de su gasómetro para recoger los gases y analizarlos, ayudándole en la creación de su lista de sustancias simples.

### Gasómetro
Durante su revolución química, Lavoisier creó un nuevo instrumento para medir con precisión LOS gases. Llamó a este instrumento, el gasómetro tenía dos versiones diferentes; el que usó en manifestaciones a la Academia y al público, que era una versión costosa gran significado para hacer creer que tenía una gran precisión, y la versión práctica más pequeño, más de laboratorio con una precisión similar. Esta versión más práctico era más barato de construir, permitiendo que más químicos a utilizar instrumentos de Lavoisier.